# Girls’ Day
Der Girls’ Day ist ein einmal im Jahr stattfindender Aktionstag, der Mädchen und Frauen motivieren soll, Berufe aus den Bereichen Handwerk, Technik, Mathematik, Naturwissenschaften, Informatik und Forschung zu ergreifen. Der Girls’ Day soll dazu beitragen, den Anteil der weiblichen Beschäftigten in sogenannten „Männerberufen“ zu erhöhen und den Fachkräftemängel, insbesondere in den MINT-Fächern (Mathematik, Informatik, Naturwissenschaft, Technik) zukünftig und langfristig zu verringern. Der Boys’ Day gilt als Pendant zum Girls’ Day.

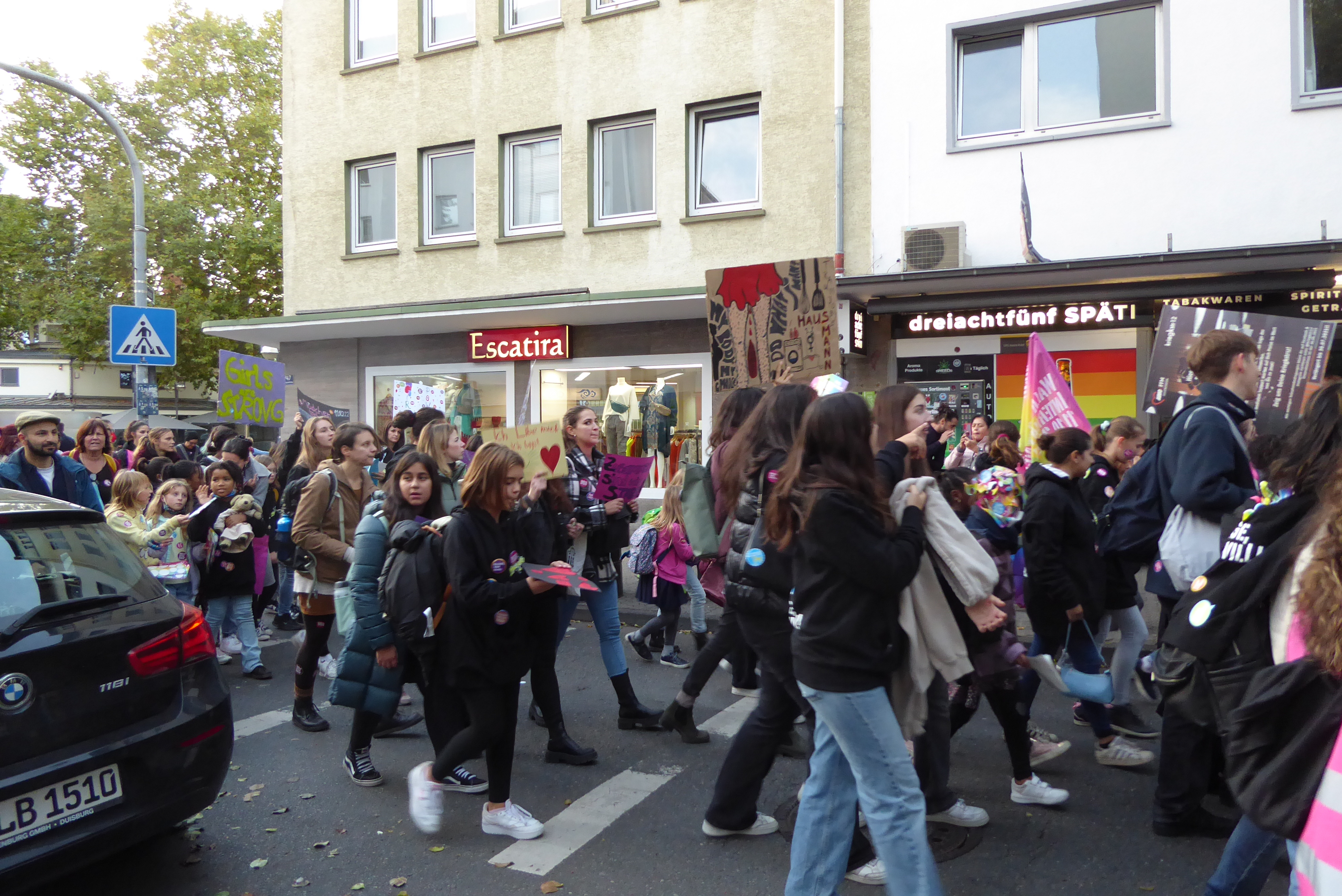
Demonstration zum Girls’ Day in Frankfurt am Main (2022)

## Organisation
Verschiedene Unternehmen, überwiegend in der Industrie, laden Mädchen ab der fünften Jahrgangsstufe in ihr Unternehmen ein und geben Gelegenheit, Arbeitsplätze in Technik, Naturwissenschaften, Handwerk und Informationstechnik kennenzulernen. Der größte Teil der Unternehmen und Institutionen (über 80 Prozent) lädt zum Girls’ Day interessierte Mädchen zu sogenannten „offenen Veranstaltungen“ ein. In einem kleineren Teil der Organisationen erhalten Mitarbeitertöchter die Gelegenheit, den Arbeitsplatz ihrer Eltern kennenzulernen. Üblicherweise wird der Girls’ Day von einem Rahmenprogramm begleitet, bei dem die Mädchen den Betrieb vorgestellt bekommen und Gelegenheit haben, selbst Fragen zu stellen und aktiv zu werden.

## Situation in Deutschland
In Deutschland wurde zum Girls’ Day eine Gemeinschaftsinitiative des Bundesministeriums für Bildung und Forschung, des Bundesministeriums für Familie, Senioren, Frauen und Jugend, der Initiative D21, der Bundesagentur für Arbeit, des Deutschen Gewerkschaftsbundes, der Bundesvereinigung der Deutschen Arbeitgeberverbände, des Deutschen Industrie- und Handelskammertages, des Zentralverbands des Deutschen Handwerks und des Bundesverbands der Deutschen Industrie ins Leben gerufen. Das Kompetenzzentrum Technik-Diversity-Chancengleichheit e. V. koordiniert viele der teilnehmenden Organisationen und Betriebe.
Das Land Brandenburg bietet seit 2002 anstatt des Girls’ Day den „Zukunftstag für Mädchen und Jungen“ an. An diesem Projekttag können alle Schülerinnen und Schüler der Jahrgangsstufen sechs bis neun geschlechtsuntypische Berufe in Unternehmen kennenlernen. So sollen nicht nur Mädchen typische Männerberufe in ihre Berufswahl stärker einbeziehen, sondern auch Jungen typische Frauenberufe (wie Kindertagesstätte, Grundschule und Pflege). Der Brandenburger Zukunftstag dient damit auch der allgemeinen Fachkräftesicherung.
In Niedersachsen findet seit 2005 zeitgleich zum bundesweiten Girls’ Day der „Zukunftstag für Mädchen und Jungen“ statt, seit 2018 ist die Teilnahme für Schüler der Klassenstufen 5 bis 9 als Bestandteil in die berufliche Orientierung an allgemeinbildenden Schulen eingebettet. Der entsprechende Runderlass des Niedersächsischen Kultusministeriums vom 17. September 2018 sieht für den Zukunftstag getrennte Angebote vor, wobei sich die Mädchen und Jungen einen Einblick in vermeintlich typische Berufe des jeweils anderen Geschlechts verschaffen sollen.
Der amtierende Bundeskanzler lädt Mädchen einen Tag vor dem eigentlichen Girls’ Day in das Bundeskanzleramt ein, um für mehr Frauen in MINT-Berufen und -Studiengängen zu werben, da Frauen dort deutlich unterrepräsentiert sind.
Seit 2011 findet parallel zum Girls’ Day ein bundesweiter Boys’ Day statt, der die Rollenstereotype für Jungen aufbrechen möchte.
| Datum          | Angebote | Plätze  |
| -------------- | -------- | ------- |
| 26. April 2001 | 39       | 1.800   |
| 25. April 2002 | 1.267    | 42.500  |
| 8. Mai 2003    | 3.905    | 101.000 |
| 22. April 2004 | 5.303    | 114.000 |
| 28. April 2005 | 6.974    | 127.000 |
| 27. April 2006 | 7.085    | 122.000 |
| 26. April 2007 | 8.113    | 138.000 |
| 24. April 2008 | 8.583    | 133.000 |
| 23. April 2009 | 9.098    | 127.000 |
| 22. April 2010 | 9.618    | 123.000 |
| 14. April 2011 | 9.831    | 126.000 |
| 26. April 2012 | 9.572    | 116.000 |
| 25. April 2013 | 9.240    | 108.000 |
| 27. März 2014  | 9.000    | 103.000 |
| 23. April 2015 | 9.450    | 103.000 |
| 28. April 2016 | 9.500    | 98.400  |
| 27. April 2017 | 10.300   | 100.000 |
| 26. April 2018 | 10.500   | 100.000 |
| 28. März 2019  | 10.450   | 100.300 |
| 26. März 2020  | 0        | 0       |
| 22. April 2021 | 3.352    | 78.629  |
| 28. April 2022 | 7.874    | 91.651  |
| 27. April 2023 | 13.600   | 124.600 |
| 25. April 2024 | 15.342   | 135.455 |
| 3. April 2025  | ?        | ?       |

## Situation in Österreich und der Schweiz
In Österreich findet der Girls’ Day seit 2001 jährlich statt.
Seit 2006, stets am vierten Donnerstag im April, beteiligen sich Institutionen mit vielseitigen Programmen am Girls’ Day im Bundesdienst. Seit dem Jahr 2015 konnte mit dem Girls’ Day MINI ein zusätzliches Angebot für Mädchen ab vier Jahren geschaffen werden.
In der Schweiz ist ein ähnlicher Aktionstag als Nationaler Zukunftstag bekannt.

## Vorläufer
Eine Vorläufervariante des Aktionstags wurde 1993 in New Orleans in den Vereinigten Staaten von der Organisation Ms. Foundation for Women veranstaltet. Der take our daughters to work day wurde inzwischen in take our daughters and sons to work („nehmt unsere Töchter und Söhne mit zur Arbeit“) umbenannt und ist ein Tag ausschließlich für Kinder von Mitarbeitern in Unternehmen. Er findet – wie auch der Girls’ Day – Mädchen-Zukunftstag – üblicherweise am vierten Donnerstag im April statt. Der Girls’ Day ist im Gegensatz zu dieser Vorläufervariante nicht auf Mitarbeiterkinder beschränkt. Ziel des Girls’ Day ist nicht in erster Linie das Kennenlernen der Arbeitsplätze der Eltern. Mädchen sollen an diesem Tag die Chance auf einen möglichst breitgefächerten Einblick in Berufsbereiche erhalten, in denen bisher wenige Frauen arbeiten. Angestrebt wird, dass Schülerinnen sich ihren Girls’-Day-Platz selbst auswählen können. Häufig ergreifen sie die Initiative zur Anmeldung selbst (60 Prozent). Der erste Tag, der nach diesem Muster durchgeführt wurde, fand in dem Unternehmen Lucent Technologies in Nürnberg im Jahr 2000 statt und wurde in einem Forum an Schulen, Politik und Gesellschaft weiter verfolgt. Den Girls’ Day gibt es seit dem Jahr 2001. Ursprungsland ist Deutschland.

## Name
Nach Angaben der Projektverantwortlichen wählten Mädchen im Alter von 10 bis 15 Jahren bei einer kleinen Umfrage in Mädchentreffs und Schulklassen den Namen Girls’ Day unter mehreren Alternativen aus; Mädchen-Zukunftstag wurde hinzugefügt, damit das Ziel dieses bundesweiten Aktionstags auch in deutscher Sprache im Namen enthalten ist.

## Kritik
Nach Einführung des Girls’ Days wurde wiederholt auf das fehlende Gegenstück für Jungen hingewiesen. Seit 2011 existiert der Boys’ Day. Es gibt jedoch auch Kritik daran, dass Jungs an die schlecht bezahlten Jobs im sozialen Bereich herangeführt werden sollen und dass die Aktionstage nicht nachhaltig seien. Der erste Kritikpunkt weist allerdings weit über die Einzelmaßnahme Boys’ Day hinaus:

„Wenn die Lohnlücke zwischen typisch männlichen und typisch weiblichen Berufen nicht so weit aufklaffen würde, könnten sich mehr Männer mit dem Gedanken anfreunden, in einem ursprünglich frauendominierten Beruf zu arbeiten – im Kindergarten oder im Altenheim zum Beispiel. Allerdings zeigt die Forschung auch, dass dies die Geschlechterunterschiede bei der Berufswahl nur marginal verändern würde.“

Der zweite Kritikpunkt – die fehlende Nachhaltigkeit – wird darauf zurückgeführt, dass der Prozess, in dem sich der Berufswunsch ausbildet, bereits im Kindergarten und Vorschulalter beginnt und der Girls’ Day relativ spät ansetzt; immerhin „helfen diese Tage dabei, das Thema ins Bewusstsein der Gesellschaft zu heben. Sie machen uns bewusst, dass wir da immer noch ein Defizit haben“.